# 東京窯業
東京窯業株式会社（とうきょうようぎょう、英: TYK CORPORATION）は、岐阜県多治見市に本部を、東京都港区に本社を置く企業である。主に鉄鋼メーカー向けにレンガなどの耐火物製品およびファインセラミックスなどを製造販売している。

## 沿革
- 1947年 - 東京窯業株式会社設立。
- 1961年 - 東京証券取引所、名古屋証券取引所各2部上場。
- 1974年 - 東京証券取引所、名古屋証券取引所各1部指定替え。
- 1988年 - 社名呼称を株式会社TYKとする。
- 2004年 - 名古屋証券取引所上場廃止。

## 関連会社

### 国内
- 株式会社明智セラミックス
- 株式会社ユーセラミック
- 株式会社水野セラミックス
- 日ノ丸窯業株式会社
- 株式会社中日ホーム
- 豊栄興業株式会社
- 株式会社トーヨー流通サービス
- 株式会社パークレーンズ
- 株式会社TYK情報サービス
- 東進食品株式会社

### 海外
- TYK AMERICA, Inc. （アメリカ）
- TYK LIMITED （イギリス）
- TYK Europe GmbH（ドイツ・フランス）
- 台湾東京窯業股份有限公司 （台湾）
- 青島東窯陶瓷有限公司 （中国）